# Kolbäcksån
Der Fluss Kolbäcksån liegt in Mittelschweden. 
Er ist etwa 180 Kilometer lang, entspringt in der Provinz Dalarna und fließt durch die Provinz Västmanland in den Mälarsee. 
Der Kolbäcksån entwässert ein Gebiet von ungefähr 3.100 km² und hat eine mittlere Wasserführung von 27 m³/s. 
Am Fluss liegt die Stadt Fagersta, die Orte Hallstahammar und Kolbäck. Der Strömsholm-Kanal folgt dem Fluss etwa 100 Kilometer.